# Diecezja Guantánamo-Baracoa
Diecezja Guantánamo-Baracoa (łac. Dioecesis Guantanamensis-Baracoensis) – rzymskokatolicka diecezja na Kubie należąca do metropolii Santiago de Cuba. Została erygowana 24 stycznia 1998 roku.

## Ordynariusze
- Carlos Jesús Patricio Baladrón Valdés (1998 - 2006)
- Wilfredo Pino Estévez (2006 - 2016)
- Silvano Pedroso Montalvo (od 2018)